# 獨立製作
獨立製作，指不受財團、股東、製作人等商業化的影響，由專業或業餘的創作者自行集資、製作、發行，作品自由獨立的民營產業。成品稱為獨立作品，通常為獨立多媒體。有時亦被稱為地下製作、民間製作、自由製作。學生製作、同人製作亦屬獨立製作。
獨立製作通常選擇較低的成本與宣傳預算、技術門檻。不少作品發行於網路或民間小型管道，以電子交易平台或廣告謀利。部份為非營利組織性質。許多獨立作品的內容偏向非主流小眾性、藝術性、非商業化、極具與眾不同的特色、中立客觀（相對於其他大多數有預設偏袒立場的作品而言，與眾不同）等特性。

## 獨立電影
指不受電影公司、片商影響，獨立導演透過如影展、商業戲院、網路影音平台播映的電影、獨立短片等。許多獨立電影參與者支持作者主創論或藝術電影、邪典電影、類型電影。參見：獨立電影節。

## 獨立音樂
指不受唱片公司影響，獨立樂團、獨立藝人或歌手透過網路音樂平台（如INDIEVOX）或自費發行實體包裝的獨立專輯、獨立單曲。著名的曲風有獨立搖滾。參見：獨立音樂節。

## 獨立遊戲
指不受遊戲公司、發行商影響，獨立遊戲開發者自行研發的遊戲。如日本興起的同人遊戲、Steam遊戲平台興起的遊戲模組（MOD）等。因成本較低，2D遊戲或知名3D遊戲的衍生創作較多。參見：獨立遊戲節。

## 獨立小說
指不受出版社影響，獨立作者透過網路電子書平台（如iBook Store）或自費發行實體書的獨立小說、漫畫、繪本、同人誌等書籍。參見：獨立書展、同人展。

## 獨立戲劇
指不受出資者影響，獨立舞台劇、歌劇等。表演舞台場所皆可見民間自製的戲劇。

## 獨立媒體
指不受電視台、政府影響，自由演員、Youtuber、民間記者透過網路媒體公開播映的獨立節目。內容有綜藝節目、談話性節目、部落格等。獨立新聞媒體常被簡稱為獨立媒體，與「獨立多媒體」（概括各獨立多媒體作品的總稱）含義不同。如：苦勞網。

## 獨立隊伍
指不受體育產業出資者影響，自行參賽的隊伍。如独立竞技俱乐部、阿根廷足球甲级联赛参赛队。